# 斎田朋雄
斎田 朋雄（さいだ ともお、1914年〈大正3年〉7月23日 - 2012年〈平成24年〉7月）は、日本の詩人。群馬県甘楽町生まれ。群馬県ペンクラブ会長、西毛文学代表、日本ペンクラブ、日本現代詩人会、群馬詩人クラブ会員。
満州事変勃発の1931年（昭和6年）頃、詩の同人活動を開始した。1953年（昭和28年）、総合文学雑誌『西毛文学』(NCID AA11685096)を創刊した。
1971年（昭和46年）、同じ群馬出身の詩人・大手拓次に触れ、その功績を大きく評価。自ら「大手拓次曼荼羅」を著し、『西毛文学』に連載した。反響は大きく、1997年（平成9年）に拓次の墓前祭薔薇忌が始まるきっかけにもなった。群馬における拓次顕彰の原点は斎田が作ったとの声もあり、拓次の研究家として多くの講演を行なった。
2007年（平成19年）6月、「長年にわたり現代詩の発展に貢献した」と、室生犀星や堀口大學も受賞者に名を連ねる日本現代詩人会の「先達詩人」としての表彰を受けた。郷里の群馬県では前橋市出身の伊藤信吉以来、2人目の先達詩人となった。
2012年（平成24年）7月、満97歳で死去した。『西毛文学』は半世紀以上の歴史を持つ雑誌となった。

## 著書
- 『ムシバガイタイ』飯塚書店、1965年7月。 NCID BB04217479。
- 『赤煉瓦物語』あさを社、1987年4月。 NCID BN10911542。
- 『断崖の詩 短篇集』青磁社〈西毛文学双書〉、1990年1月。全国書誌番号:90033391。
- 『斎田朋雄全詩集』青磁社、1990年9月。 NCID BN06933916。
- 『イメージ羊 斎田朋雄詩集』SCSサイダ企画〈西毛文学双書〉、1991年7月。全国書誌番号:91068831。
- 『大手拓次曼陀羅 日記の実像』西毛文学社、1996年10月。 NCID BA62922925。（共著）
- 『リアリスト萩原恭次郎の実像』西毛文学社、2004年12月。全国書誌番号:21134684。